# Константин Станчов
Константин Константинов Станчов (понякога Станчев) е български офицер (генерал-майор), служил като началник-щаб на 4-та пехотна преславска дивизия, първи началник на Военната академия и началник на Варненския укрепен пункт.

## Биография
Константин Станчов е роден на 30 декември 1870 г. в Свищов. През 1890 г. завършва Военно на Негово Княжеско Височество училище в 12-и випуск, на 2 август е произведен в чин подпоручик и зачислен към 4-ти артилерийски полк. През 1893 г. като поручик от 4-ти артилерийски полк е командирован в Академията на ГЩ в Брюксел, която завършва през 1896 г. От 1902 година е офицер за особени поръчки към Министерството на войната, а в периода (1905 – 1909) е военно аташе в Букурещ, Кралство Румъния. По-късно служи като началник-щаб на 4-та пехотна преславска дивизия и като началник на Организационно-строевото отделение.
През 1913 година подполковник Константин Станчов е един от петимата български делегати на Букурещката конференция, заедно с министъра на финансите Димитър Тончев, началник-щаба на войската Иван Фичев, заместник-председателя на Народното събрание д-р Сава Иванчов и дипломата Симеон Радев.
При създаването на Военната академия в София, полковник Станчов е назначен за неин пръв началник. По време на Първата световна война от ноември 1915 г. служи като офицер за връзка в щаба на 11-а германска армия и като офицер за поръчки в Оперативното отделение на Щаба на действащата армия, за която длъжност съгласно заповед № 679 от 1917 г. по Действащата армия е награден с Народен орден „За военна заслуга“ III степен с военно отличие и съгласно заповед № 905 от същата година по Действащата армия с Военен орден „За храброст“ IV степен, 1 клас.
По-късно е началник на Варненския укрепен пункт. След края на войната, на 31 октомври 1918 г. генерал-майор Станчов преминава в запаса.

## Военни звания
- Подпоручик (2 август 1890)
- Поручик (1 август 1893)
- Капитан (1900)
- Майор (1905)
- Подполковник (22 септември 1909)
- Полковник (1 ноември 1913)
- Генерал-майор (15 август 1917)

## Образование
- Военно на Негово Княжеско Височество училище (до 1890)
- Академията на ГЩ в Брюксел (1893 – 1896)

## Награди
- Военен орден „За храброст“ IV степен, 1 клас (1917)
- Княжески орден „Св. Александър“ IV и V степен с мечове
- Народен орден „За военна заслуга“ V степен с корона
- Народен орден „За военна заслуга“ IV степен
- Народен орден „За военна заслуга“ III степен с военно отличие (1917)
- Орден „За заслуга“
- Знак „За 10 години отлична служба“
- Знак „За 20 години отлична служба“
- Орден „Кралска корона“ III степен, Германска империя
- Орден „Звездата на Румъния“ III степен, Кралство Румъния
- Орден „Орден на свещеното съкровище“ III степен, Японска империя